# Kelly Preston

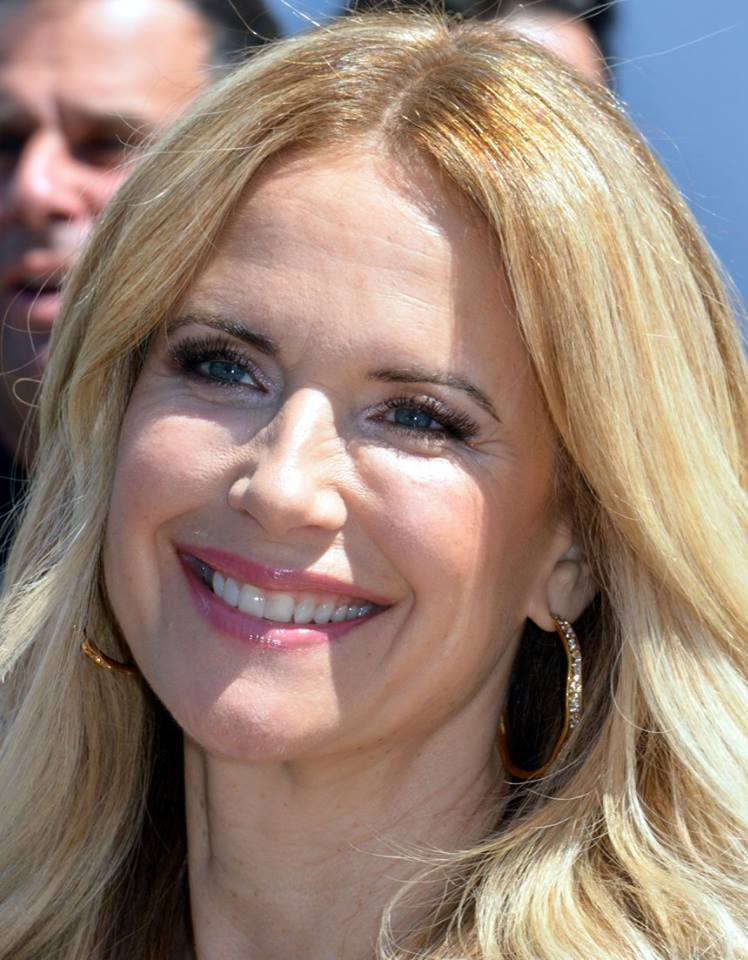
Kelly Preston (2018)

Kelly Kamalelehua Preston-Travolta (* 13. Oktober 1962 als Kelly Kamalelehua Smith in Honolulu, Hawaii; † 12. Juli 2020 in Clearwater, Florida) war eine US-amerikanische Schauspielerin.

## Leben und Karriere
Preston machte als Jugendliche eine Karriere als Model und kam über Werbespots zu Film und Fernsehen. 1980 war sie mit einer Gastrolle in der Serie Hawaii Fünf-Null erstmals im Filmgeschäft tätig. Anschließend war sie insbesondere mit Komödien erfolgreich. Einen größeren Auftritt hatte sie 1988 an der Seite von Arnold Schwarzenegger und Danny DeVito in der Komödie Twins – Zwillinge. 
Sie spielte insbesondere in den 1990er-Jahren in Filmen wie In Sachen Liebe, Aus Liebe zum Spiel und Der Guru oft die Partnerin oder den Schwarm des Hauptdarstellers. Einer ihrer erfolgreichsten Filme war der von Kritikern gelobte Jerry Maguire – Spiel des Lebens, in dem sie eine Freundin der von Tom Cruise dargestellten Hauptfigur spielte.
Im neuen Jahrtausend blieb Preston als Schauspielerin in Kinofilmen und verschiedenen Fernsehserien tätig. Mehrfach spielte sie die Mutter der Hauptfigur in Familien- und Teenagerfilmen, etwa von Amanda Bynes in Was Mädchen wollen (2003), von Michael Angarano in Sky High – Diese Highschool hebt ab! (2005) und von Miley Cyrus bei Mit Dir an meiner Seite (2010). 2002 war sie im Musikvideo She Will Be Loved der Band Maroon 5 zu sehen. 2006 spielte sie im Film Broken Bridges eine Hauptrolle an der Seite des Country-Musikers Toby Keith; seinetwegen und wegen der Auftritte von Willie Nelson und BeBe Winans erfreute sich der Film in den USA großer Beliebtheit auf dem DVD-Markt. 2010 war sie als Ehefrau eines von Kevin Spacey verkörperten Lobbyisten in Casino Jack zu sehen. In ihrem letzten Lebensjahrzehnt stand Preston seltener vor der Kamera, zum Zeitpunkt ihres Todes befand sich aber noch der Film Off the Rails (2021) mit Judi Dench in der Postproduktion.
Neben ihren Filmen wurde sie durch ihr Privatleben bekannt. Sie war von 1985 bis 1987 mit Kevin Gage verheiratet. Anschließend war sie mit Charlie Sheen verlobt, den sie 1990 verließ, nachdem er ihr aus Versehen in den Arm geschossen hatte. Von 1991 bis zu ihrem Tod war sie mit John Travolta verheiratet. Das Paar hatte drei Kinder; ein Sohn starb 2009 im Alter von 16 Jahren. Wie Travolta war auch sie Mitglied von Scientology. Das Paar stand unter anderem in den Filmen Battlefield Earth – Kampf um die Erde (2000), Old Dogs – Daddy oder Deal (2009) und Gotti (2018) gemeinsam vor der Kamera.
Kelly Preston starb am 12. Juli 2020 im Alter von 57 Jahren an Brustkrebs.

## Filmografie (Auswahl)
- 1980: Hawaii Fünf-Null (Hawaii Five-O; Fernsehserie, eine Episode)

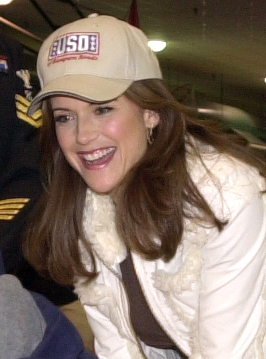
Kelly Preston (2005)

- 1982: Quincy (Quincy, M. E., Fernsehserie, eine Episode)
- 1982: Capitol (Fernsehserie)
- 1983: CHiPs (Fernsehserie, eine Episode)
- 1983: For Love and Honor (Fernsehfilm)
- 1983: Ein Mann wie Dynamit (10 to Midnight)
- 1983: Christine (John Carpenter’s Christine)
- 1983: Metalstorm – Die Vernichtung des Jared-Syn (Metalstorm: The Destruction of Jared-Syn)
- 1983–1984: For Love and Honor (Fernsehserie, 12 Episoden)
- 1984: Trio mit vier Fäusten (Riptide, Fernsehserie, eine Episode)
- 1985: Crazy Love – Liebe schwarz auf weiß (Secret Admirer)
- 1985: Verkehrsprobleme (Mischief)
- 1986: Space Camp
- 1986: 52 Pick-Up
- 1987: Tigers Tale – Ein Tiger auf dem Kissen (A Tiger's Tale)
- 1988: Spellbinder – Ein teuflischer Plan (Spellbinder)
- 1989: Die Experten (The Experts)
- 1988: Twins – Zwillinge (Twins)
- 1990: Geschichten aus der Gruft (Tales from the Crypt, Fernsehserie, Episode 2x02)
- 1992: Only You
- 1994: Cheyenne Warrior
- 1994: Double Cross – Eine heiße Intrige (Double Cross)
- 1996: Baby Business (Citizen Ruth)
- 1996: Jerry Maguire – Spiel des Lebens (Jerry Maguire)
- 1996: From Dusk Till Dawn
- 1996: Curdled – Der Wahnsinn (Curdled)
- 1996: Little Surprises (Kurzfilm)
- 1997: In Sachen Liebe (Addicted To Love)
- 1997: Nix zu verlieren (Nothing to Lose)
- 1998: Der Guru (Holy Man)
- 1998: Jack Frost
- 1999: Aus Liebe zum Spiel (For Love of the Game)
- 2000: Battlefield Earth – Kampf um die Erde (Battlefield Earth: A Saga of the Year 3000)
- 2001: Daddy and them – Durchgeknallt in Arkansas (Daddy and Them)
- 2003: Flight Girls (View from the Top)
- 2003: Eulogy – Letzte Worte (Eulogy)
- 2003: Ein Kater macht Theater (The Cat in the Hat)
- 2003: Was Mädchen wollen (What a Girl Wants)
- 2004: Return to Sender
- 2004: Joey (Fernsehserie, zwei Episoden)
- 2005: Fat Actress (Fernsehserie, vier Episoden)
- 2005: Sky High – Diese Highschool hebt ab! (Sky High)
- 2006: Broken Bridges
- 2007: Death Sentence – Todesurteil (Death Sentence)
- 2009: Old Dogs – Daddy oder Deal (Old Dogs)
- 2010: Mit Dir an meiner Seite (The Last Song)
- 2010: Casino Jack
- 2010: From Paris with Love (Cameo-Auftritt)
- 2016: CSI: Cyber (Fernsehserie, drei Episoden)
- 2018: Gotti
- 2021: Off the Rails – Entgleist (Off the Rails)